# San Francisco Jaltepetongo
San Francisco Jaltepetongo è un comune del Messico, situato nello stato di Oaxaca.